# اینفینیتم نیهیل
در سال ۲۰۰۴ جانی دپ شرکت فیلم‌سازی اینفینیتم نیهیل (به انگلیسی: Infinitum Nihil) را برای پروژه‌هایی که خودش بازیگر و/یا تهیه کنندهٔ آنهاست تأسیس کرد.
نام این شرکت، لاتین و به معنای «هیچِ بی‌نهایت» است.
جانی دپ مدیر عامل شرکت است در حالی که خواهرش «کریستی دمبروسکی» امور اجرایی شرکت را بر عهده دارد.
اولین محصول این شرکت فیلم خاطرات عجیب و غریب بود که در ۲۸ اکتبر ۲۰۱۱ اکران شد و از رمانی با همین نام نوشته «هانتر اس تامپسون» اقتباس شده بود. جانی دپ در این فیلم نقش پاول کمپ را ایفا کرده‌است. نویسنده و کارگردان این فیلم «بروس رابینسون» است.
فیلم بعدی این شرکت هوگو به کارگردانی مارتین اسکورسیزی در سال ۲۰۱۱ ساخته شد. این فیلم برندهٔ ۵ جایزه اسکار در بخش‌های: بهترین جلوه‌های ویژه، بهترین تدوین صداگذاری، بهترین صداگذاری، بهترین فیلمبرداری و بهترین کارگردان هنری در سال ۲۰۱۲ شد.
محصول دیگر این شرکت فیلم سایه‌های سیاه به کارگردانی تیم برتون است که ۱۰ می ۲۰۱۲ اکران شد. دپ در این فیلم نقش خون آشامی به نام بارناباس کالینز را ایفا کرده‌است.